# Dhofari arapski
Dhofari Arapski (dhofari, zofari; ISO 639-3: adf), jedan od arapskih jezika koji se govori u Salali i susjednom obalnom području Omana. Njime se služi svega oko 70 000 ljudi (1996).
Srodan je hadromiju i zaljevskom arapskom, i različit od omanskog arapskog.

## Vanjske poveznice
- Ethnologue (14th)
- Ethnologue (15th)